# Liga ACB 1994-95
La temporada 1994-95 de la Liga ACB fue la duodécima temporada celebrada de la Liga ACB. En ella participaron 20 equipos.
El sistema de campeonato volvió a cambiar una vez más. La temporada regular se disputó por el sistema de liga todos contra todos a doble vuelta. Los ocho primeros clasificados jugarían los playoffs por el título, y los cuatro últimos por la permanencia.
En el cuarto partido de la final, que disputaban F. C. Barcelona y Unicaja sucedió uno de los momentos más recordados de la historia de la ACB, con 2 a 1 para los malagueños, en el cuarto partido, muy igualado, con 77-79  para el F. C. Barcelona y posesión para el equipo malagueño, el estadounidense Mike Ansley se jugó un triple a falta de 7 segundos que pudo dar el primer título de liga para el Unicaja, pero el aro escupió la pelota, y en el quinto partido el F. C. Barcelona ganó el tercer y definitivo partido, partido que suponía la despedida como jugador en activo del legendario Juan Antonio San Epifanio.

## Equipos participantes
| Club                    | Entrenador | Ciudad           | Estadio                             | Capacidad | 1993-94 |
| ----------------------- | ---------- | ---------------- | ----------------------------------- | --------- | ------- |
| F. C. Barcelona         | -          | Barcelona        | Palau Blaugrana                     | 5.500     | 2º      |
| Real Madrid             | -          | Madrid           | Palacio de Deportes de Madrid       | 12.000    | 1º      |
| Natwest Zaragoza        | -          | Zaragoza         | Pabellón Municipal de Deportes      | 4.500     | 14º     |
| 7 Up Joventut           | -          | Badalona         | Pabellón del Joventut               | 5.700     | 3º      |
| Estudiantes Caja Postal | -          | Madrid           | Palacio de Deportes de Madrid       | 12.000    | 4º      |
| Cáceres Club Baloncesto | -          | Cáceres          | Pabellón Universitario V Centenario | 2.500     | 5º      |
| Juver Murcia            | -          | Murcia           | Pabellón Príncipe de Asturias       | 3.000     | 18º     |
| Taugrés Baskonia        | -          | Vitoria          | Mendizorroza                        | 4.000     | 11º     |
| Grupo Libro Valladolid  | -          | Valladolid       | Polideportivo Pisuerga              | 7.000     | 19º     |
| Argal Huesca            | -          | Huesca           | Municipal de Huesca                 | 2.500     | 20º     |
| Festina Andorra         | -          | Andorra la Vieja | Polideportivo de Andorra            | 5.000     | 9º      |
| Unicaja Málaga          | -          | Málaga           | Polideportivo Ciudad Jardín         | 5.000     | 10º     |
| TDK Manresa             | -          | Manresa          | Pavelló Nou Congost                 | 5.000     | 7º      |
| Caja San Fernando       | -          | Sevilla          | Palacio de los Deportes de Sevilla  | 7.626     | 6º      |
| Coren Ourense           | -          | Orense           | Palacio de los Deportes Paco Paz    | 5.500     | 8º      |
| CB Salamanca            | -          | Salamanca        | Pabellón de Wurzburg                | 5.000     | 1ªB     |
| Leche Río Breogán       | -          | Lugo             | Pazo dos Deportes                   | 6.500     | 16º     |
| Baloncesto León         | -          | León             | Palacio de los Deportes de León     | 5.100     | 13º     |
| Pamesa Valencia         | -          | Valencia         | Pabellón Fuente de San Luis         | 9.000     | 12º     |
| Valvi Girona            | -          | Gerona           | Pabellón Municipal Gerona-Fontajau  | 5.500     | 17º     |

## Temporada regular
| Pos | Equipo                  | J  | G  | P  | PF   | PC   |
| --- | ----------------------- | -- | -- | -- | ---- | ---- |
| 1   | F.C. Barcelona          | 38 | 30 | 8  | 3219 | 2937 |
| 2   | Unicaja Málaga          | 38 | 25 | 13 | 3166 | 3031 |
| 3   | Taugrés Baskonia        | 38 | 23 | 15 | 3291 | 3170 |
| 4   | Real Madrid             | 38 | 23 | 15 | 3090 | 2875 |
| 5   | Amway Zaragoza          | 38 | 23 | 15 | 3381 | 3311 |
| 6   | TDK Manresa             | 38 | 21 | 17 | 2943 | 2875 |
| 7   | Estudiantes Caja Postal | 38 | 20 | 18 | 3021 | 3129 |
| 8   | Festina Andorra         | 38 | 20 | 18 | 3035 | 3048 |
| 9   | Baloncesto León         | 38 | 19 | 19 | 2942 | 2894 |
| 10  | Caja San Fernando       | 38 | 19 | 19 | 3040 | 3033 |
| 11  | Fórum Valladolid        | 38 | 19 | 19 | 3162 | 3182 |
| 12  | CB Murcia               | 38 | 18 | 20 | 3239 | 3271 |
| 13  | Cáceres CB              | 38 | 17 | 21 | 2970 | 3043 |
| 14  | 7 Up Joventut           | 38 | 17 | 21 | 2938 | 3014 |
| 15  | Coren Orense            | 38 | 17 | 21 | 3018 | 3125 |
| 16  | Baloncesto Salamanca    | 38 | 17 | 21 | 2881 | 2947 |
| 17  | Valvi Girona            | 38 | 15 | 23 | 2886 | 2967 |
| 18  | Pamesa Valencia         | 38 | 15 | 23 | 3060 | 3140 |
| 19  | Somontano Huesca        | 38 | 12 | 26 | 2937 | 3138 |
| 20  | Leche Río Breogán       | 38 | 10 | 28 | 2942 | 3211 |

## Playoffs por la permanencia
|  | 17 | Valvi Girona      | 3 |  |
|  | 17 | Valvi Girona      | 3 |  |
|  | 20 | Leche Río Breogán | 2 |  |
|  | 20 | Leche Río Breogán | 2 |  |

|  | 18 | Pamesa Valencia  | 1 |  |
|  | 18 | Pamesa Valencia  | 1 |  |
|  | 19 | Somontano Huesca | 3 |  |
|  | 19 | Somontano Huesca | 3 |  |

Leche Río Breogán y Pamesa Valencia, descendidos a la Liga EBA.

## Playoff por el título
|  | Cuartos de final | Cuartos de final | Cuartos de final |                |   | Semifinales    | Semifinales | Semifinales |  |   | Final          | Final | Final |  |
|  |                  |                  |                  |                |   |                |             |             |  |   |                |       |       |  |
|  |                  |                  |                  |                |   |                |             |             |  |   |                |       |       |  |
|  | 1                | F.C. Barcelona   | 2                |                |   |                |             |             |  |   |                |       |       |  |
|  | 1                | F.C. Barcelona   | 2                |                |   |                |             |             |  |   |                |       |       |  |
|  | 8                | Festina Andorra  | 0                |                |   |                |             |             |  |   |                |       |       |  |
|  | 8                | Festina Andorra  | 0                |                | 1 | F.C. Barcelona | 3           |             |  |   |                |       |       |  |
|  |                  |                  |                  |                | 1 | F.C. Barcelona | 3           |             |  |   |                |       |       |  |
|  |                  |                  | 4                | Real Madrid    | 2 |                |             |             |  |   |                |       |       |  |
|  | 4                | Real Madrid      | 4                | Real Madrid    | 2 | 2              |             |             |  |   |                |       |       |  |
|  | 4                | Real Madrid      |                  |                |   |                |             |             |  |   |                |       |       |  |
|  | 5                | Amway Zaragoza   | 1                |                |   |                |             |             |  |   |                |       |       |  |
|  | 5                | Amway Zaragoza   | 1                |                |   |                |             |             |  | 1 | F.C. Barcelona | 3     |       |  |
|  |                  |                  |                  |                |   |                |             |             |  | 1 | F.C. Barcelona | 3     |       |  |
|  |                  |                  | 2                | Unicaja Málaga | 2 |                |             |             |  |   |                |       |       |  |
|  | 2                | Unicaja Málaga   | 2                | Unicaja Málaga | 2 | 2              |             |             |  |   |                |       |       |  |
|  | 2                | Unicaja Málaga   |                  |                |   |                |             |             |  |   |                |       |       |  |
|  | 7                | Estudiantes CP   | 0                |                |   |                |             |             |  |   |                |       |       |  |
|  | 7                | Estudiantes CP   | 0                |                | 2 | Unicaja Málaga | 3           |             |  |   |                |       |       |  |
|  |                  |                  |                  |                | 2 | Unicaja Málaga | 3           |             |  |   |                |       |       |  |
|  |                  |                  | 6                | TDK Manresa    | 0 |                |             |             |  |   |                |       |       |  |
|  | 3                | Taugrés Baskonia | 6                | TDK Manresa    | 0 | 1              |             |             |  |   |                |       |       |  |
|  | 3                | Taugrés Baskonia |                  |                |   |                |             |             |  |   |                |       |       |  |
|  | 6                | TDK Manresa      | 2                |                |   |                |             |             |  |   |                |       |       |  |
|  | 6                | TDK Manresa      | 2                |                |   |                |             |             |  |   |                |       |       |  |
|  |                  |                  |                  |                |   |                |             |             |  |   |                |       |       |  |

| Liga ACB 1994-95                   |
| ---------------------------------- |
| F.C. Barcelona 8º título 5º en ACB |